# 桃園三結義

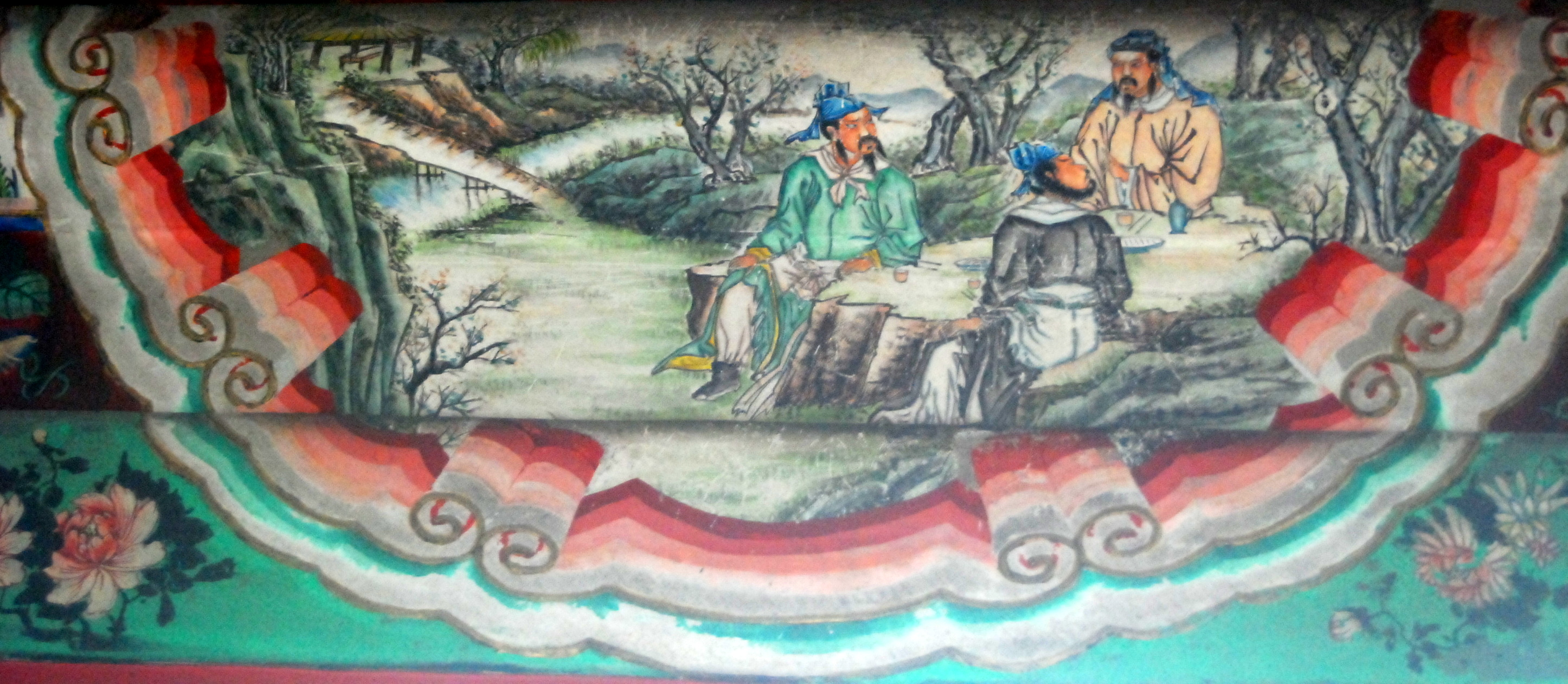
颐和园长廊彩绘的桃園三結義

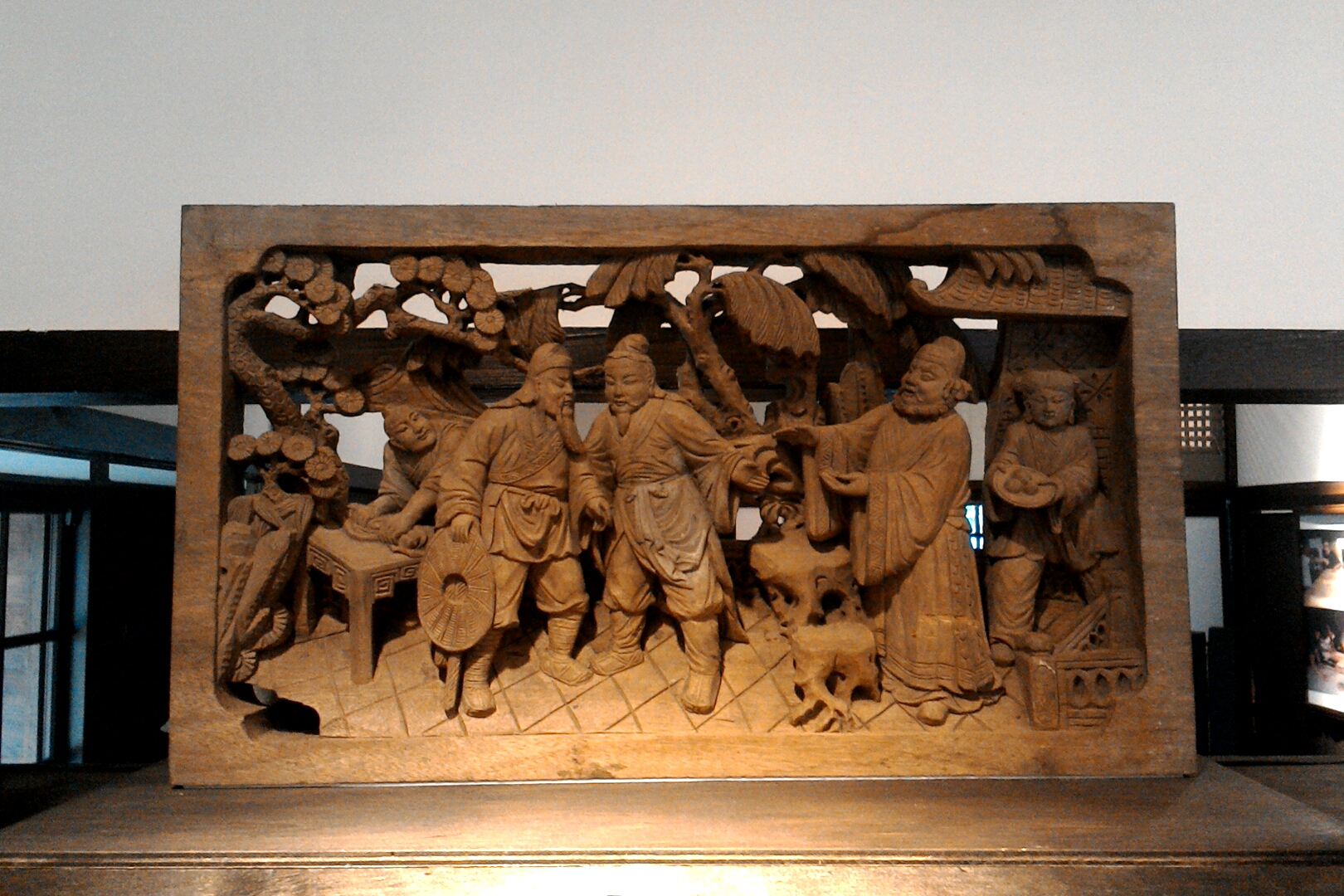
「桃園三結義」木雕，左為關羽，中為劉備，右為張飛

桃園三結義出自罗贯中《三国演义》小说中刘备、关羽、张飞結拜為義兄弟的故事。后世成为结拜兄弟，共同谋事的典故。中国各地有祭祀三人的三义庙。
《三国演义》以桃園結義的故事开头，书中第一回记载：
飞曰：「吾庄后有一桃园，花开正盛;明日当于园中祭告天地，我三人结为兄弟，协力同心，然后可图大事。」玄德、云长齐声应曰：「如此甚好。」次日，于桃园中，备下乌牛白马祭礼等项，三人焚香再拜而说誓曰：「念刘备﹑关羽﹑张飞，虽然异姓，既结为兄弟，则同心协力，救困扶危；上报国家，下安黎庶；不求同年同月同日生，只愿同年同月同日死。皇天后土，实鉴此心。背义忘恩，天人共戮！」誓毕，拜玄德为兄，关羽次之，张飞为弟。
这个故事成为《三国演义》关键性的情节之一，也影响了后世，直到20世纪初，蒋介石还师法桃園結義，同冯玉祥、李宗仁交换帖，称兄道弟。《三国志》史书中虽然没有记载桃園結義的故事，不过却提到三人“寝则同室，恩若兄弟”。